# Tracker (pel·lícula de 2010)
Tracker és una pel·lícula de thriller d'acció britànica i neozelandesa del 2010 dirigit per Ian Sharp i protagonitzat per Ray Winstone i Temuera Morrison. Està ambientat a Nova Zelanda l'any 1903.

## Argument
Arjan van Diemen és un reconegut comando afrikaner líder de la Segona Guerra Bòer, i un mestre rastrejador. Després de la guerra, que va acabar amb la victòria britànica, va emigrar de Sud-àfrica a Auckland a la colònia britànica de Nova Zelanda. En arribar, és reconegut pel sergent major Saunders, un soldat britànic que també va lluitar a la Segona Guerra dels Bòers, i és detingut ràpidament. El major Carlysle, també veterà de la guerra dels Bòers britànic, i l'oficial a càrrec de la guarnició britànica a Auckland, respecta van Diemen com a antic oponent i el deixa en llibertat; Carlysle també sap que els soldats britànics van cremar la granja de van Diemen i van matar la seva família.
Mentrestant, Kereama, un maori arponer en un vaixell balener, dorm amb una prostituta en un estable de l'exèrcit. Un Saunders borratxo arriba amb dos dels seus camarades i s'enfada amb una parella maorí amb una dona blanca. Ell i els altres homes peguen i es burlen de Kereama, que contraataca; en la confusió, Saunders mata accidentalment a un dels seus homes, però eludeix la responsabilitat culpant a Kereama. Kereama fuig, sabent que no té cap esperança d'un judici just. Després que Saunders convenç a un Carlysle escèptic de la culpa de Kereama, Carlysle reuneix un grup de soldats per perseguir Kereama, juntament amb Bryce, un rastrejador civil. Coneixent les habilitats de van Diemen, Carlysle li ofereix una recompensa substancial per ajudar-los.
Mentre segueixen Kereama, Bryce i van Diemen no estan d'acord sobre el camí que ha pres. Van Diemen pren un camí diferent i finalment sorprèn i captura a Kereama, mentre els soldats segueixen un camí diferent i es queden enrere. Kereama declara persistentment la seva innocència mentre van Diemen el porta de tornada; malgrat els seus traumes comuns a mans dels britànics, van Diemen es nega a alliberar-lo, i fan el camí de tornada a través del paisatge de Nova Zelanda per tornar a la guarnició britànica, amb van Diemen revelant que, durant la Guerra dels Bòers, ell i els seus els homes tallaven els dits anulars als presoners britànics. Kereama s'escapa, però van Diemen l'atrapa. Els dos es barallen, però Kereama guanya el avantatge i gairebé mata a Van Diemen quan els soldats s'enfronten a ells i el recuperen. Aquella nit, després d'haver desenvolupat simpatia per Kereama, van Diemen deixa caure subtilment un ganivet, el que li permet alliberar-se i escapar una vegada més.
Al matí, van Diemen nega que hagi ajudat a Kereama i abandona l'empresa. Els soldats, ara units per Saunders, comencen a perseguir Kereama una vegada més, ara amb l'objectiu de matar-lo, ja que aparentment va armat amb un rifle amb el qual va fugir durant la nit, però que, de fet, va ser deliberadament abandonat per Saunders, que encara vol Kereama mort. Van Diemen segueix rastrejant Kereama, mentre estableix un rastre fals per a Bryce i els soldats, sabent que només seran enganyats breument. Segueix Kereama fins al lloc sagrat dels seus avantpassats, dalt les muntanyes. Kereama entra a una cova de muntanya per pregar als seus avantpassats, mentre van Diemen resa per la seva família morta.
Després d'haver decidit ajudar a Kereama, van Diemen formula un pla que permetrà a Kereama sortir de Nova Zelanda si poden evitar els soldats. Malauradament, Kereama cau i es lesiona. Incapaç de córrer i enganyar pels soldats, van Diemen li ofereix una pistola per lluitar contra ells, però Kereama es nega, demanant a van Diemen que el mati ja que no vol morir "penjat d'un pal" com el seu pare. A la vora d'una cascada, van Diemen sembla que dispara a Kereama per darrere, que cau a la piscina de sota. Els soldats escolten el tret i corren cap a les cascades, on van Diemen els mostra el dit amputat de Kereama amb el seu cos sota les cascades. Un cop assolit el seu objectiu, la companyia marxa, amb Carlysle refusant la sol·licitud de van Diemen per enterrar Kereama.
De tornada a Auckland, Carlysle veu un home amb el cap sota una espiga, recordant-li la cascada, i s'adona que Kereama encara és viu. Emet una ordre per comprovar i arrestar qualsevol maori que surti de Nova Zelanda amb un dit anular perdut. Carlysle localitza a van Diemen, que marxa a Tasmània sense la seva recompensa. Carlysle acusa a van Diemen de deixar inconscient a Kereama i d'amputar-li el dit per fingir la seva mort, cosa que en un flashback sembla ser cert. Van Diemen ho nega i li pregunta a Carlysle si va donar l'ordre de cremar la seva granja. Carlysle diu que no i van Diemen marxa. En una estació ballenera, Kereama s'enregistra en un vaixell, revelant que té tots els dits, mentre que, mentre era conduït a rem fins al vaixell de transport, es demostra que van Diemen no té el dit anular.

## Repartiment
El repartiment està format per actors britànics i neozelandesos.
- Ray Winstone com a Arjan van Diemen
- Temuera Morrison com a Kereama
- Gareth Reeves com a Major Pritchard Carlysle
- Mark Mitchinson com a Sergent-Major Saunders
- Dan Musgrove com a soldat Rennick
- Andy Anderson com a Bryce
- Mick Rose com a Sergent Leybourne
- Jodie Hillock com a Lucy
- Jed Brophy com a Caporal Barker

## Producció
La pel·lícula va ser dirigida per Ian Sharp i escrita per Nicolas Van Pallandt. És una coproducció del UK Film Council i la New Zealand Film Commission.
Va ser rodat al voltant de la zona dels llacs de Queenstown de l'illa del Sud.

## Estrena
Tracker es va estrenar al Regne Unit el 22 d'abril de 2011. La pel·lícula va sortir en DVD el juny de 2011, distribuïda internacionalment per Kaleidoscope Entertainment.

## Recepció
A Rotten Tomatoes la pel·lícula té una puntuació d'aprovació del 85% basada en les ressenyes de 13 crítics.
David Edwards del Daily Mirror va donar a la pel·lícula 4/5 i va elogiar les actuacions principals: "Veure l'enfrontament entre Temuera Morrison i Ray Winstone és tan electritzant com es podria esperar, com un parell de gegants bramant que xoquen a 90 mph." Trevor Johnston de Radio Times li va donar 3/5 i va escriure: "En definitiva, el drama és més satisfactori que emocionant, però tot i així és un entreteniment sòlid."
Anna Smith d’Empire la va qualificar "Una aventura de persecució intermitentment emocionant amb detalls d'època." Xan Brooks de The Guardian li va donar 2/5 i va escriure: "L'escenari és gloriós, però la pel·lícula és u treball dur de totes maneres."

## Premis
Trackerva formar part de la selecció oficial  dels festivals de Toronto (2010) i València.